# Orientaliska teatern
Orientaliska teatern (Arevelyan Tadron) var ett teaterbolag etablerat i Istanbul under Tanzimat-perioden, verksamt mellan 1859 och 1867. Det är känt som det första professionella teatersällskapet i det osmanska riket. 
Det grundades 1859 av armeniska teaterskådespelare. Det spelade en viktig pionjärroll i det Osmanska riket och Mellanöstern som den första moderna teatern i Mellanöstern med inhemska skådespelare. Det upphörde 1867. 